# Sarah Rafferty
Sarah Gray Rafferty (New Canaan, 6 de diciembre de 1972) es una actriz estadounidense, conocida por su papel Donna Roberta Paulsen en el drama legal Suits de USA Network y por el personaje de Katherine Walter en el drama adolescente estadounidense Mi vida con los chicos Walter, por el que recibió una nominación al Children's and Family Emmy Awards en la categoría Outstanding Supporting Performer. Actualmente, copresenta un podcast con su compañero de reparto en Suits, Patrick J. Adams, llamado Sidebar en el que ven por primera vez y comentan los episodios del drama legal Suits.

## Primeros años y educación
Rafferty creció como la menor de cuatro hijas en el barrio Riverside de Greenwich, Connecticut. Ella le da crédito a su madre, Mary Lee Rafferty, la presidenta del Departamento de Inglés en la escuela Convent of the Sacred Heart, y a su padre, Michael Griffin Rafferty Jr, quien disfruta de dos exitosas carreras en finanzas y pintura al óleo, por cultivar su pasión por las artes. Sus hermanas son Maura, Ann y Constance.
Rafferty estudió en la Academia Phillips en Andover, Massachusetts, y se graduó en 1989. Estudió inglés y teatro en el Hamilton College, estudió teatro en el extranjero en el Reino Unido y en la Universidad de Oxford durante su primer año y, después de graduarse magna cum laude en Hamilton en 1993, continuó sus estudios en la Escuela de Arte Dramático de Yale, donde obtuvo una Maestría en Bellas Artes.

## Vida personal
El marido de Rafferty es Aleksanteri Olli-Pekka Seppälä, un estadounidense de ascendencia finlandesa, que es analista de investigación de valores en la unidad de gestión de activos de Lazard Frères & Company. Se casaron el 23 de junio de 2001 en la Iglesia católica de Santa María en Greenwich, Connecticut, y tienen dos hijas, Oona Gray (n. 22 de octubre de 2007) e Iris Friday (n. enero de 2012).
Ella y su coprotagonista de Suits, Gabriel Macht, han sido amigos durante más de 32 años. Se conocieron en 1993 en el Festival de Teatro de Williamstown.

## Filmografía

### Película
| Año  | Título                          | Papel      | Notas                          |
| ---- | ------------------------------- | ---------- | ------------------------------ |
| 2000 | Mambo Café                      | Amy        |                                |
| 2002 | Speakeasy                       | Enfermera  |                                |
| 2004 | Soccer Dog: European Cup        | Cora Stone |                                |
| 2006 | Falling for Grace               | Sydney     |                                |
| 2006 | The Devil Wears Prada           | Liz        | Escena borrada[cita requerida] |
| 2009 | Four Single Fathers             | Julia      |                                |
| 2011 | Small, Beautifully Moving Parts | Emily      |                                |

### Televisión
| Año       | Título                         | Papel                           | Notas                                                         |
| --------- | ------------------------------ | ------------------------------- | ------------------------------------------------------------- |
| 1998      | Trinity                        | Sarah                           | Película para televisión                                      |
| 1999      | Law & Order                    | Jennifer Shaliga                | Episodio: "Ambitious"                                         |
| 2001      | Walker, Texas Ranger           | Laura Pope                      | Episodio: "Desperate Measures"                                |
| 2002      | Third Watch                    | Kelly                           | Episodio: "Crash and Burn"                                    |
| 2002      | CSI: Miami                     | Melissa Starr                   | Episodio: "Breathless"                                        |
| 2002      | The District                   | Sally                           | Episodio: "Small Packages"                                    |
| 2003      | Without a Trace                | Dr. Patty Morrison              | Episodio: "The Friendly Skies"                                |
| 2003      | Six Feet Under                 | Rachel Mortimer                 | Episodio: "The Eye Inside"                                    |
| 2003      | The Practice                   | Judy Wilson                     | Episodio: "Heroes and Villains"                               |
| 2003      | Tremors                        | Dr. Casey Matthews              | Episodios: "Flora or Fauna", "Graboid Rights", "Water Hazard" |
| 2003      | Good Morning, Miami            | Lila                            | Episodio: "The Ex Games"                                      |
| 2004      | CSI: Crime Scene Investigation | Terry Minden                    | Episodio: "Eleven Angry Jurors"                               |
| 2004      | Charmed                        | Carol                           | Episodio: "The Legend of Sleepy Halliwell"                    |
| 2004      | Second Time Around             | Daphne Fitzgerald               | Episodios: "Pilot", "Secrets"                                 |
| 2004      | 8 Simple Rules                 | Danielle                        | Episodio: "A Very C.J. Christmas"                             |
| 2006      | Pepper Dennis                  | Callie                          | Episodio: "Heiress Bridenapped: Film at Eleven"               |
| 2007      | Football Wives                 | Kelly Cooper                    | Película para televisión                                      |
| 2007      | What If God Were the Sun?      | Rachel                          | Película para televisión                                      |
| 2008      | Samantha Who?                  | Kayla Kaminski                  | Episodio: "So I Think I Can Dance"                            |
| 2009      | Law & Order: Criminal Intent   | Sandra Dunbar / Sandra O'Bannon | Episodio: "Passion"                                           |
| 2009      | Numb3rs                        | Margo                           | Episodio: "7 Men Out"                                         |
| 2009      | Bones                          | Katie Selnick                   | Episodio: "The Foot in the Foreclosure"                       |
| 2010      | Brothers & Sisters             | Gloria Pierson-Davenport        | Episodio: "A Righteous Kiss"                                  |
| 2011–2019 | Suits                          | Donna Roberta Paulsen           | Papel principal                                               |
| 2015      | All Things Valentine           | Avery Parker                    | Película para televisión                                      |
| 2020      | Grey's Anatomy                 | Suzanne Britland                | Episodio 11, Temporada 16                                     |
| 2021      | Chicago Med                    | Dra. Pamela Blake               | Rol recurrente                                                |
| 2023-     | Mi vida con los chicos Walter  | Katherine Walter                | Papel principal                                               |